# Boris Vallée
Pour les articles homonymes, voir Vallée (homonymie).
Boris Vallée, né le 3 juin 1993 à Verviers, est un coureur cycliste belge, professionnel de 2014 à 2021.

## Biographie

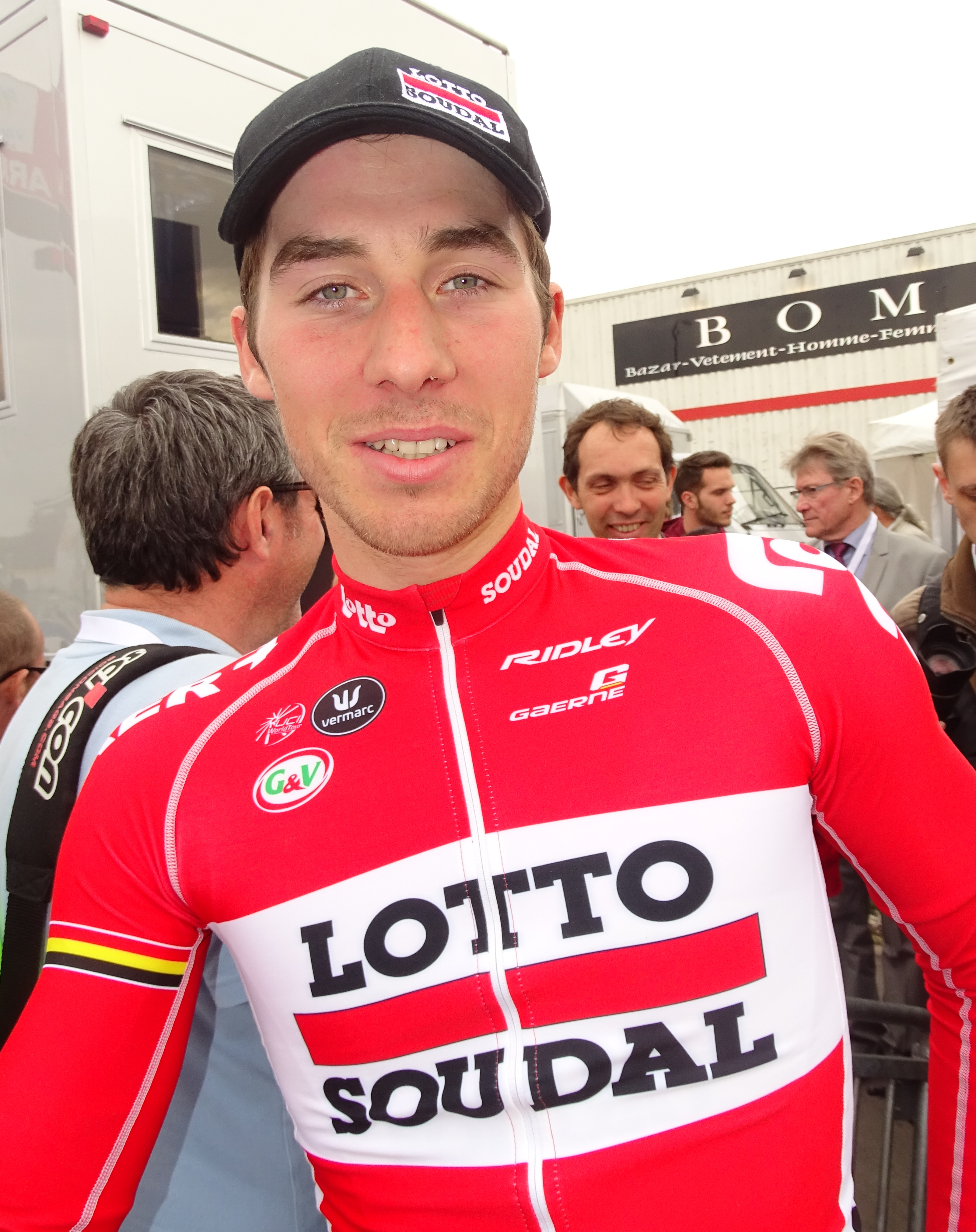
Boris Vallée à l'issue du Grand Prix de Denain 2015.

Après plusieurs années au sein de la formation belge Color Code-Biowanze Boris Vallée passe professionnel en 2014 et s'engage avec l'équipe Lotto-Belisol. À la fin de la saison 2014, le contrat qui le lie à son employeur est prolongé pour l'année suivante.
En 2015, il se classe deuxième du Grand Prix de Denain tout en étant au service des sprinteurs de son équipe que sont André Greipel ou Jens Debusschere sur d'autres courses. 

### Fortuneo-Vital Concept

#### Saison 2016
À la fin du mois de septembre, son transfert dans l'équipe continentale professionnelle française Fortuneo-Vital Concept est officialisé. Le contrat entre Boris Vallée et Fortuneo-Vital Concept porte sur deux ans. Il compte y obtenir plus de libertés lors des sprints en pouvant y jouer sa carte personnelle. En compagnie de Franck Bonnamour et de Daniel McLay, Emmanuel Hubert compte sur son arrivée pour briller sur les courses d'un jour en Belgique, marché sur lequel le sponsor de l'équipe, Vital Concept, a des ambitions.
Avant d'évoluer sur les routes belges, Boris Vallée lance sa saison sur le Tour de San Luis, le Tour du Qatar puis le Tour d'Oman, devant notamment cohabiter avec les autres sprinteurs de l'équipe, Yauheni Hutarovich et McLay. Fin mars, il découvre le GP E3 avant de décrocher une place la semaine suivante sur le GP de l'Escaut (16e). Il s'adjuge deux étapes du Tour de Bretagne en avril, une sur la Ronde de l'Oise puis sur le Tour de Wallonie en juillet. Le 21 août, il échoue au pied du podium sur le Grand Prix Jef Scherens.

#### Saison 2017
Pour sa deuxième saison sous le maillot de l'équipe française, il connait une nouvelle 4e place sur la troisième étape du Tour de Normandie en mars puis sur le GP de Denain en avril. Le 22 août, il termine 6e du Grand Prix de la ville de Zottegem. Deux jours plus tard, sa signature pour les saisons 2018 et 2019 au sein de l'équipe continentale professionnelle belge Wanty-Groupe Gobert est annoncée.

### Wanty-Groupe Gobert

#### Saison 2018
Au sortir d'une saison assez difficile, il se réjouit de retrouver une équipe belge, plus proche de son domicile, à l'esprit familial et sans barrière de la langue pour faciliter son intégration. Il connait sa première place sur le GP Bruno Comini (16e) où son équipe place cinq coureurs dans le top 20. Début avril, il prend la 5e place sur la première étape du Circuit de la Sarthe. En mai, il décroche des accessits sur le Grand Prix Criquielion (8e) puis sur la quatrième étape du Tour de Norvège (9e). Fin août,  il se classe onzième du Circuit Mandel-Lys-Escaut. Il clot sa saison sur le Tour du lac Taihu où, flirtant avec la victoire (2e à deux reprises, 3e et 4e d'étape), il remporte le classement général.
Lors de cette saison, il délaisse ponctuellement les sprints au profil d'un travail collectif, notamment au Tour de Luxembourg remporté par son coéquipier Andrea Pasqualon ou sur le Circuit de la Sarthe où son équipe réalise un doublé avec Guillaume Martin et Xandro Meurisse.

#### Saison 2019
Gêné par des problèmes respiratoires, il se fait opérer des sinus fin octobre 2018 afin d’élargir des canaux affligés de sévères rétrécissements. Il décroche des places dès le mois de février, 9e du Trofeo Palma puis 6e d'étape sur le Tour d'Oman. En avril, sur la première étape du Circuit de la Sarthe, seul Mathieu van der Poel le précède. Le lendemain, il termine 4e lors d'une nouvelle arrivée groupée. Il prend également la 4e place de la première étape du Tour de l'Ain. En juin, il accroche trois cinquièmes places, à deux reprises lors du ZLM Tour puis lors de Halle-Ingooigem. Il entre à nouveau dans le top 10 lors du BinckBank Tour (9e d'étape), du Tour Poitou-Charentes en Nouvelle-Aquitaine (9e d'étape et 13e au général), du Tour de Grande-Bretagne (6e d'étape) ou encore lors du GP d'Isbergues (7e). Comme en 2018, il clot sa saison sur le Tour du lac Taihu avec une collection de places d'honneur sans parvenir à remporter cette fois le classement général, précédé par Dylan Kennett.

### Bingoal-Wallonie Bruxelles

#### Saison 2020
Pour la saison 2020, Boris Vallée rejoint l'équipe continentale professionnelle belge Bingoal-Wallonie Bruxelles et réintègre le groupe dont il a connu l’équipe de développement en 2012 et 2013.  Il y compense notamment le départ de coureurs rapides dont Justin Jules, Emīls Liepiņš et Kenny Dehaes. Il lance sa saison sur le Saudi Tour, 15e de la dernière étape. Le 8 mars, il termine 6e du GP Jean-Pierre Monseré avant que la saison ne soit suspendue à cause de la pandémie de Covid-19. Il reprend la compétition sur le Czech Cycling Tour. Il enchaîne par le Tour de Hongrie où il est pris dans une chute lors du dernière kilomètre de la deuxième étape et est victime d'une fracture du bassin qui met un terme à sa saison.

#### Saison 2021
Boris Vallée n'est pas plus heureux en 2021. Pour son deuxième jour de course, il est percuté par Mads Pedersen dans le final de la deuxième étape de l’Étoile de Bessèges et abandonne le lendemain. Il arrête sa carrière de coureur à l'issue de Binche-Chimay-Binche.

## Palmarès et classements mondiaux

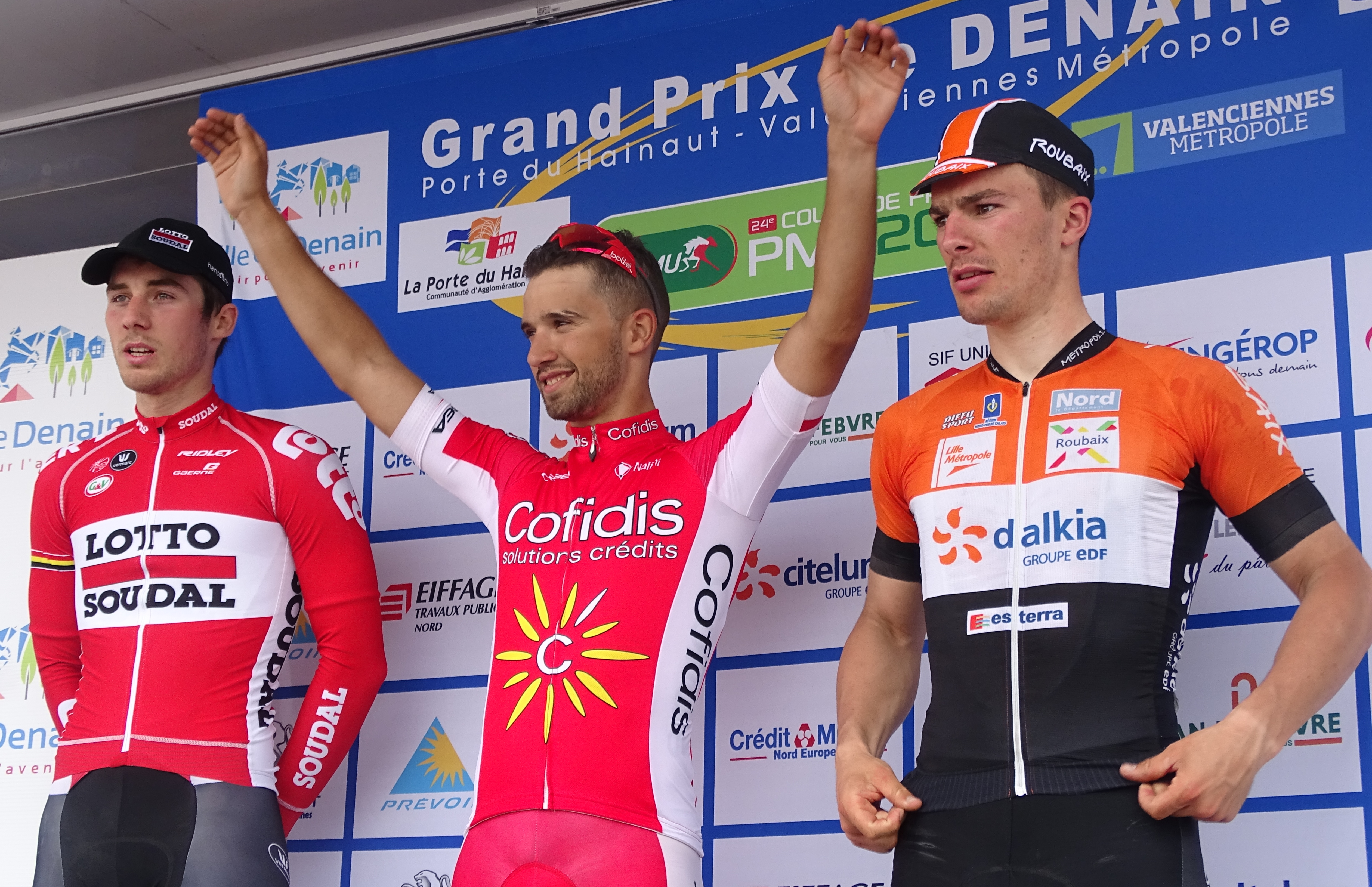
Podium de l'édition 2015 du Grand Prix de Denain : Boris Vallée (2e), Nacer Bouhanni (1er) et Rudy Barbier (3e).

### Palmarès
- 2010
  -  Médaillé d'or de la course en ligne des Jeux olympiques de la jeunesse
  - 2eb étape du Sint-Martinusprijs Kontich
- 2011
  - Champion de Wallonie du contre-la-montre juniors
  - Champion provincial de Liège sur route juniors
  - Omloop der Vlaamse Gewesten
  - 3e du championnat de Wallonie sur route juniors
  - 3e du championnat de Belgique du contre-la-montre juniors
- 2013
  - Champion de Wallonie du contre-la-montre espoirs
  - Prologue de la Carpathian Couriers Race
  - Grand Prix Criquielion
  - 2e de Bruxelles-Zepperen
  - 3e de la Zuidkempense Pijl
- 2015
  - 2e du Grand Prix de Denain
- 2016
  - 2e et 5e étapes du Tour de Bretagne
  - 3e étape de la Ronde de l'Oise
  - 2e étape du Tour de Wallonie
- 2018
  - Tour du lac Taihu
  - 2e du Stadsprijs Geraardsbergen
- 2019
  - 2e du Tour du lac Taihu

### Classements mondiaux
| Année                                 | 2012 | 2013 | 2014 | 2015 | 2016 | 2017 | 2018  | 2019 | 2020 |
| ------------------------------------- | ---- | ---- | ---- | ---- | ---- | ---- | ----- | ---- | ---- |
| UCI World Tour                        |      |      | 215e | 193e | nc   | nc   | nc    |      |      |
| Classement mondial                    |      |      |      |      | 621e | 515e | 471e  | 363e | 743e |
| UCI Europe Tour                       | 562e | 185e |      |      | 378e | 279e | 1257e | 294e | 595e |
| UCI Asia Tour                         | nc   | nc   |      |      | nc   | nc   | 32e   |      |      |
|                                       |      |      |      |      |      |      |       |      |      |
| Légende : nc = non classéSource : UCI |      |      |      |      |      |      |       |      |      |